# Championnats du monde de cyclisme sur route 1998
Navigation
Saint-Sébastien 1997 Vérone 1999
Les championnats du monde de cyclisme sur route 1998 ont eu lieu du 6 au 11 octobre 1998 à Fauquemont (Valkenburg en néerlandais) aux Pays-Bas. 

## Résultats
| Épreuves :                                                      | Or                                     | Or              | Argent                                 | Argent | Bronze                      | Bronze |
| Épreuves masculines                                             |                                        |                 |                                        |        |                             |        |
| Hommes - course en ligne résultats détaillés                    | Oscar Camenzind Suisse                 | 6 h 01 min 30 s | Peter Van Petegem Belgique             | + 23 s | Michele Bartoli Italie      | + 24 s |
| Hommes - contre-la-montre résultats détaillés                   | Abraham Olano Espagne                  | 54 min 32 s     | Melchior Mauri Espagne                 | + 37 s | Serhiy Honchar Ukraine      | + 47 s |
| Épreuves masculines - moins de 23 ans                           |                                        |                 |                                        |        |                             |        |
| Hommes - moins de 23 ans - course en ligne                      | Ivan Basso Italie                      | 4 h 00 min 30 s | Rinaldo Nocentini Italie               | + 16 s | Danilo Di Luca Italie       | m.t.   |
| Hommes - moins de 23 ans - contre-la-montre résultats détaillés | Thor Hushovd Norvège                   | 43 min 19 s     | Frédéric Finot France                  | + 3 s  | Gianmario Ortenzi Italie    | + 10 s |
| Épreuves féminines                                              |                                        |                 |                                        |        |                             |        |
| Femmes - course en ligne résultats détaillés                    | Diana Žiliūtė Lituanie                 | 2 h 35 min 35 s | Leontien Zijlaard-van Moorsel Pays-Bas | m.t.   | Hanka Kupfernagel Allemagne | m.t.   |
| Femmes - contre-la-montre résultats détaillés                   | Leontien Zijlaard-van Moorsel Pays-Bas | 31 min 51 s     | Zulfiya Zabirova Russie                | m.t.   | Hanka Kupfernagel Allemagne | + 2 s  |
| Épreuves masculines - juniors                                   |                                        |                 |                                        |        |                             |        |
| Hommes - juniors - course en ligne                              | Mark Scanlon Irlande                   | 2 h 54 min 36 s | Filippo Pozzato Italie                 | m.t.   | Eduard Kivichev Russie      | m.t.   |
| Hommes - juniors - contre-la-montre                             | Fabian Cancellara Suisse               | 29 min 39 s     | Torsten Hiekmann Allemagne             | + 2 s  | Filippo Pozzato Italie      | + 7 s  |
| Épreuves féminines - juniors                                    |                                        |                 |                                        |        |                             |        |
| Femmes - juniors - course en ligne                              | Tina Liebig Allemagne                  | 1 h 46 min 51 s | Olga Zabelinskaïa Russie               | m.t.   | Natalie Bates Australie     | m.t.   |
| Femmes - juniors - contre-la-montre                             | Trixi Worrack Allemagne                | 23 min 22 s     | Olga Zabelinskaïa Russie               | + 6 s  | Geneviève Jeanson Canada    | + 24 s |

## Tableau des médailles
| Nation    | Médaille d'or | Médaille d'argent | Médaille de bronze |
| --------- | ------------- | ----------------- | ------------------ |
| Allemagne | 2             | 1                 | 2                  |
| Suisse    | 2             | 0                 | 0                  |
| Italie    | 1             | 2                 | 4                  |
| Espagne   | 1             | 1                 | 0                  |
| Pays-Bas  | 1             | 1                 | 0                  |
| Irlande   | 1             | 0                 | 0                  |
| Lituanie  | 1             | 0                 | 0                  |
| Norvège   | 1             | 0                 | 0                  |
| Russie    | 0             | 3                 | 1                  |
| Belgique  | 0             | 1                 | 0                  |
| France    | 0             | 1                 | 0                  |
| Australie | 0             | 0                 | 1                  |
| Canada    | 0             | 0                 | 1                  |
| Ukraine   | 0             | 0                 | 1                  |